# 大城立裕
大城 立裕（おおしろ たつひろ、1925年〈大正14年〉9月19日 - 2020年〈令和2年〉10月27日）は、日本の小説家。

## 来歴
沖縄県中城村出身。1943年、上海の東亜同文書院大学に入学し、1946年、敗戦により中退。高校教師を経て琉球政府、引き続き沖縄県庁の職員となり、主に経済・歴史編集畑を歩む。1967年、『カクテル・パーティー』で芥川賞を受賞し、沖縄初の芥川賞作家となる。「沖縄」の矛盾と苦しみと誇りをみつめた小説、戯曲やエッセーなど多くの作品を発表した。県の文化行政にも積極的に関わり、1983年から1986年まで沖縄県立博物館長を務めた。
2020年10月27日午前11時10分、老衰の為、北中城村の病院で死去。95歳没。
古波蔵保好を「最高の文化人」と評していた。

## 受賞歴
- 1967年 『カクテル・パーティー』で芥川賞
- 1990年 紫綬褒章
- 1991年 沖縄タイムス賞
- 1993年 『日の果てから』で第21回平林たい子文学賞
- 1995年 那覇市文化功労者
- 1996年 勲四等旭日小綬章
- 1998年 琉球新報賞
- 2000年 沖縄県功労賞[4]

- 2015年 「レールの向こう」で第41回川端康成文学賞[5]
- 2019年 第3回井上靖記念文化賞

## 著書
- 『カクテル・パーティー』（文藝春秋、1967年）、のち角川文庫、理論社、新編・岩波現代文庫、2011年
- 『小説 琉球処分』（講談社、1968年、ファラオ企画、1991年）、のちケイブンシャ文庫、新編・講談社文庫、2010年
- 『白い季節』（沖縄風土記社、1968年、日本放送出版協会、1976年）
- 『現地からの報告・沖縄』（月刊ペン社、1969年）
- 『内なる沖縄　その心と文化』（読売新聞社、1972年）
- 『ぱなりぬすま幻想』（三笠書房、1972年）、のち角川文庫
- 『同化と異化のはざまで』（潮出版社、1972年）
- 『恩讐の日本』（講談社、1972年）
- 『神島』（日本放送出版協会、1974年）
- 『風の御主前　小説・岩崎卓爾伝』（日本放送出版協会、1974年）、のち角川文庫、ケイブンシャ文庫
- 『沖縄、晴れた日に　ある転形期の思想』（家の光協会、1977年）
- 『まぼろしの祖国』（講談社、1978年）
- 『華々しき宴のあとに』（日本放送出版協会、1979年）
- 『沖縄歴史散歩 南海を生きたもう一つの日本史』（歴史散歩シリーズ：創元社、1980年）
- 『私の沖縄教育論』（若夏社、1980年）
- 『般若心経入門 ─自由自在に生きる266文字の知恵』（光文社 カッパ・ブックス、1981年）
- 『朝、上海に立ちつくす──小説東亜同文書院』（講談社、1983年、中公文庫、1988年）
- 『神女』（筑摩書房、1985年）
- 『花の碑』（講談社、1986年）
- 『天女死すとも』（岩波書店、1987年）
- 『休息のエネルギー―アジアのなかの沖縄』（農山漁村文化協会 人間選書、1987年）
- 『私の仏教平和論 戦争を抑止する英知をもとめて』（佼成出版社 ダルマブックス、1987年）
- 『神の魚』（新潮社、1989年）
- 『ノロエステ鉄道』（文藝春秋、1989年）
- 『沖縄演劇の魅力』（沖縄タイムス社 タイムス選書、1990年）
- 『後生（ぐしょう）からの声　短編集』（文藝春秋、1992年）
- 『琉球の英傑たち』（プレジデント社、1992年）
- 『琉球の季節に』（読売新聞社、1993年）
- 『日の果てから』（新潮社、1993年、講談社文芸文庫、2000年）
- 『さらば福州琉球館』（朝日新聞社、1994年）
- 『ハーフタイム 沖縄』（ニライ社、1994年）
- 『二十日夜』（中央公論社、1995年）
- 『かがやける荒野』（新潮社、1995年）
- 『世替りや世替りや 戯曲集』（三一書房、1997年）
- 『光源を求めて　戦後50年と私』（沖縄タイムス社、1997年）
- 『恋を売る家』（新潮社、1998年）
- 『水の盛装』（朝日新聞社、2000年）
- 『真珠（まだま）道 琉球楽劇集』（琉球新報社、2001年）
- 『大城立裕全集』（勉誠出版、2002年）- 立松和平・仲程昌徳・大野隆之・黒古一夫 編

全13巻組：1-7巻:長編、8-10巻:短編、11巻:戯曲・ノンフィクション、12-13巻:評論・エッセイ　
- 『縁の風景 わたしの挿話たち100』（沖縄タイムス社、2007年）
- 『花の幻 琉球組踊十番』（カモミール社、2010年）
- 『普天間よ』（新潮社、2011年）
- 『真北風(まにし)が吹けば 琉球組踊続十番』（K&Kプレス、2011年）
- 『命凌じ坂 (ぬちしぬじびら) 自伝琉歌集』（沖縄タイムス社、2013年）
- 『対馬丸』（講談社文庫、2015年）
- 『レールの向こう』（新潮社、2015年、集英社文庫、2021年）
- 『あなた』（新潮社、2018年）
- 『焼け跡の高校教師』 (集英社文庫、2020年)

## 共編著ほか
- 悪石島：疎開船学童 死のドキュメント（嘉陽安男・船越義彰共著、文林書房、1961年、おりじん書房、1975年）
  - 対馬丸（嘉陽安男・船越義彰共著、理論社、1982年、新版2005年）、改訂増補
- 沖縄の百年（全3巻、新里金福共著、琉球新報社編、太平出版社、1969年、新版1984年）
近代沖縄の歩み（上下）、近代沖縄の人びと
- 沖縄の伝説 日本の伝説2（星雅彦・茨木憲共著、角川書店、1976年）
- 最後の般若心経 貧しさから豊かさの超克へ（松原泰道共著、徳間書店、1987年）

作家論
- 里原昭『琉球弧の世界　大城立裕の文学』（法政大学出版局、1991年／本処あまみ庵、1997年）
- 『大城立裕文学アルバム』（黒古一夫編、勉誠出版、2004年）
- 武山梅乗『不穏でユーモラスなアイコンたち　大城立裕の文学と〈沖縄〉』（晶文社、2013年）
- 大野隆之『沖縄文学論　大城立裕を読み直す』（編集工房東洋企画、2016年）- 遺稿集で第1部
- 『沖縄を求めて沖縄を生きる　大城立裕追悼論集』（インパクト出版会、2022年）- 又吉栄喜・山里勝己・大城貞俊・崎浜慎編
- 黒古一夫『ヤマトを撃つ沖縄文学』（アーツアンドクラフツ、2023年）- 第1部（他は又吉栄喜・目取真俊）